# Chapelle Saint-Julien (Le Petit-Quevilly)
Pour les articles homonymes, voir Chapelle Saint-Julien.
La chapelle Saint-Julien (aussi appelée ancienne léproserie de Saint-Julien-le-Chartreux) est située au Petit-Quevilly dans la Seine-Maritime.

## Historique
La chapelle Saint-Julien a été construite en 1150, année où Henri II Plantagenet, duc de Normandie et roi d'Angleterre a fondé la maison royale dans le parc du Rouvray aux Bruyères.
La léproserie de Saint-Julien, existant dès avant 1183, unie à l'hôpital de la Madeleine de Rouen en 1366, fut cédée en 1600 aux bénédictins de Sainte Catherine-au-Mont, dont le monastère était détruit. En 1667, les chartreux de Gaillon achetèrent les biens de ce couvent pour y établir une chartreuse. La première pierre fut posée en 1669 ; la chartreuse Notre-Dame-de-la-Rose près de Rouen lui fut unie en 1682,, puis en 1720 et 1722 les prieurés de Fresnes et de Pavilly. Les constructions progressèrent lentement. La communauté se dispersa en mai 1791, lors de l'élection comme général de l’Ordre du dernier prieur, dom Nicolas-Albergati Geoffroy.
De cet ensemble ducal ne subsiste que la chapelle Saint-Julien. Elle conserve plusieurs fresques zénithales ornant la voûte de l'abside datant de la fin du XIIe siècle : Annonciation, Visitation, Nativité, plusieurs scènes des Mages, La Fuite en Égypte, Le Baptême du Christ.
La chapelle fait l'objet d’un classement au titre des monuments historiques par la liste de 1862.